# La fuerza
La fuerza (Spaans voor 'De kracht') is een Spaanstalige extended play van de Amerikaanse zangeres Christina Aguilera. Het is het eerste deel van een serie van drie ep's die gezamenlijk Aguilera's negende studioalbum en tweede Spaanstalige album zullen vormen. In 2000 verscheen haar eerste Spaanstalige album Mi Reflejo, waar ze destijds een Latin Grammy Award mee won. De ep La fuerza is Aguilera's eerste solo-ep. Het verscheen op 21 januari 2022. De andere twee delen zullen naar verwachting ook in 2022 verschijnen.
Voor de eerste single 'Pa mis muchachas' ('Voor mijn meiden') werkte Aguilera samen met de Amerikaans-Mexicaanse zangeres Becky G, de Argentijnse rapper Nicki Nicole en de Argentijnse zangeres Nathy Peluso. Het nummer bereikte de top 10 in verschillende landen, waaronder Chili, Dominicaanse Republiek, El Salvador, Guatemala, Mexico en Peru. Het hoogst eindigde de single in Suriname, waar het de vierde plek van de Nationale Top 40 bereikte. De tweede single, 'Somos nada' ('We zijn niets'), eindigde op de vijfde plek van de digitale Latin Billboard en in Spanje behaalde het net de top 10. Samen met de Puerto Ricaanse rapper Ozuna nam Aguilera het nummer 'Santo' ('Heilig') op. Het werd de meest succesvolle single van de ep, want zowel in Guatemala als Puerto Rico bereikte het de nummer 1-positie en daarnaast kwam het in nog achttien andere hitlijsten in de top 10 terecht. Echter, op Spotify werd 'Pa mis muchachas' vaker dan 'Santo' gestreamd, namelijk 37 tegen 24 miljoen keer (geraadpleegd mei 2023). 
De zangeres profiteerde van de COVID-19-pandemie door zich terug te trekken in Miami. Daar begon ze met het schrijven van de teksten, waarmee ze haar Ecuadoraanse erfgoed wilde eren. Het hele album werd in slechts vier weken voltooid. Op het eerste deel staat de macht van de vrouw centraal.
La fuerza is een duidelijke Latin-plaat: het is een mix van dancepop, power ballad, ranchera, música urbana (een parapluterm voor de Latin mix van dancehall, hiphop en trap), cumbia, guaracha en reggaeton.
Meer dan twee decennia na het verschijnen van haar vorige Spaanstalige album kwam La fuerza op nummer 2 binnen in de Amerikaanse Latin Albums-hitlijst. In Portugal bereikte het de nummer 1-positie. In veel andere landen werd de release ondertussen nauwelijks opgemerkt.
Op 30 mei 2022 verscheen het vervolg, tweede Spaanstalige ep La tormenta. Een dag later volgde het album Aguilera, dat gevormd wordt door La fuerza en La tormenta samen. Eind september verscheen deel 3, La luz getiteld, dat slechts twee nummers bevat. Deze nummers werden aan het album toegevoegd.

## Tracklist
1. Ya llegué
2. Pa mis muchachas
3. Somos nada
4. Santo
5. Como yo
6. La reina